# شهر جدایی
شهر جدایی (انگلیسی: Separation City) فیلمی است در سبک کمدی-درام به کارگردانی پل میدلدیچ و محصول سال ۲۰۰۹ کشور نیوزلند. از بازیگران آن می‌توان به جوئل اجرتون، رونا میترا، و توماس کرتشمن اشاره کرد.

## خلاصه داستان
«سایمون» مرد محترمی است که با زنی دوست داشتنی ازدواج کرده است اما به همسر دوستش که «کاترین» نام دارد علاقه‌مند است. سایمون و کاترین شیفته همدیگر می‌شوند و ...

## بازیگران
- جوئل اجرتون
- رونا میترا
- دانیل کورمک
- توماس کرتشمن
- میشل لنگستون
- استفانی پل
- Laura Surrich